# Exapate bicuspidella
Exapate bicuspidella is een vlinder uit de familie bladrollers (Tortricidae). De wetenschappelijke naam is voor het eerst geldig gepubliceerd in 1996 door Bruun & Krogerus.
De soort komt voor in Europa.